# جورج ونايت (لاعب كرة قدم أسترالية)
جورج ونايت (بالإنجليزية: George Knight)‏ هو لاعب كرة قدم أسترالية أسترالي، ولد في 9 فبراير 1887، وتوفي في 13 يناير 1947.

## وصلات خارجية
- جورج ونايت على موقع AustralianFootball.com (الإنجليزية)
- جورج ونايت على موقع AFLtables.com (الإنجليزية)